# Ubeo
Ubeo (fundada como Subasta do Ócio, em maio de 2013, em Barcelona, Espanha) é uma plataforma de start-up e e-commerce, na qual os usuários adquirem diferentes produtos, serviços e experiências por meio de leilões online. A empresa tem sede em Barcelona e também está presente em outros países europeus como Portugal, Itália e Alemanha. Atualmente, existem mais de 2.000 lances por dia entre seu website e sua app.

## História
Ubeo nasceu em maio de 2013 sob o nome de Subasta do Ócio e foi fundado por seu CEO Marc Zinck, um empresário holandês de origem americana. O conceito de leilões online era algo que já existia na Holanda, e Marc decidiu exportar essa ideia ainda desconhecida para a Espanha.
No mesmo ano de 2013 sua página web foi criada e seu escritório nasceu no bairro de Poble Nou (Barcelona) e um ano depois foi lançado o aplicativo móvel iOS e Android.
Já em janeiro de 2016, um contrato com o TripAdvisor é assinado para fornecer aos usuários mais detalhes e informações com as opiniões publicadas neste mecanismo de buscas.
Em maio de 2018, a empresa iniciou um processo de internacionalização e, em junho do mesmo ano, iniciou sua expansão para diferentes mercados europeus, como Portugal, Itália e Alemanha. Já em agosto do mesmo ano, a start-up muda seu nome para Ubeo.

## Presença internacional
- 2013: Ubeo nasceu em maio (anteriormente Subasta do Ócio) em Barcelona.
- 2018: Lançamento do Ubeo em Portugal, Itália e Alemanha

## Prêmios e reconhecimentos
- 2013: A empresa é premiada no E-Commerce Awards[3]
- 2013-2014: Por dois anos consecutivos ganha o prêmio Website of the Year na categoria Lazer e Viagens[4]
- 2016: A empresa recebe o prêmio TheNextWeb Tech5 como a startup com maior crescimento na Espanha nesse ano[5]
- 2017: Ubeo é o vencedor do Bully Award como a melhor empresa de tecnologia em crescimento[6]Referências

1. ↑  «Subasta de Ocio: Marc Zinck nos cuenta la fórmula de su éxito en el mundo online». ¡Adjudicado! (em espanhol). 9 de fevereiro de 2015
2. ↑  «Subasta de Ocio y TripAdvisor cierran una colaboración para ofrecer experiencias más transparentes y de calidad»
3. ↑  «Ganadores de los eCommerce Awards 2013». Marketing 4 Ecommerce - Tu revista de marketing online para e-commerce (em espanhol). 3 de junho de 2013
4. ↑  «Subasta de Ocio, mejor Website del año en la categoría Ocio y Viajar». La Vanguardia
5. ↑  «Tech5 Spain: Subasta de Ocio is crowned Spain's fastest growing tech startup»
6. ↑  «Subasta de Ocio Wins Prestigious 2017 Bully Award»